# Paracyclops affinis
Paracyclops affinis – gatunek widłonoga z rodziny Cyclopidae. Gatunek ten jako pierwszy opisał w 1863 roku norweski hydrobiolog Georg Ossian Sars, nadając mu Cyclops affinis.